# Benzofenon-3
Benzofenon-3 of oxybenzon is een uv-filter. Van de benzofenon-derivaten wordt deze variant het meest in zonnebrandcrèmes toegepast.

## Eigenschappen
Het absorberend vermogen ligt vooral in het uv A-spectrum, maar ook uv B wordt geabsorbeerd. In een onderzoek van de Voedsel- en warenautoriteit bleek het verwerkt in 50 van de 160 geteste zonnebrandcrème-producten. Ook in andere cosmetica als lippenbalsem, dagcrème (anti-aging) en shampoo wordt het toegepast. In parfums kan het gebruikt worden om de geurstoffen te beschermen tegen UV-straling, zodat het parfum langer houdbaar wordt. Een ander toepassingsgebied is verf en lak.
De maximaal toegestane dosering in de EU is 6% in zonnecosmetica en 0,5% in andere cosmetica. De INCI-naam is Benzophenone 3. Contactallergie en fotocontactallergie (contactallergie voor een stof nadat die aan uv is blootgesteld) komen voor. In grotere series plakproeven is contactallergie veroorzaakt door ultravioletfilters de meest voorkomende oorzaak. Daarnaast zijn ook urticariele reacties gemeld.

## Zorgen betreffende veiligheid
In sommige landen of beschermde gebieden is de stof in de ban gedaan vanwege het vermeende schadelijke effect op de gezondheid of het milieu. Er wordt vermoed dat de stof een verstoring van endocriene systemen in het lichaam teweegbrengt. Ook wordt verwacht dat het een schadelijke effect heeft op bijvoorbeeld levend koraal.